# 1,2-Dibromethen
1,2-Dibromethen ist eine chemische Verbindung die in zwei isomeren Formen (cis-1,2-Dibromethen und trans-1,2-Dibromethen) auftritt.

## Gewinnung und Darstellung
1,2-Dibromethen kann durch eine Additionsreaktion von Ethin mit Brom gewonnen werden.
{\displaystyle \mathrm {C_{2}H_{2}+Br_{2}\longrightarrow C_{2}H_{2}Br_{2}} }

## Eigenschaften

### Physikalische Eigenschaften
Durch die hohe Dichte wird 1,2-Dibromethen zur Gruppe der Schwerflüssigkeiten gerechnet.

### Chemische Eigenschaften
1,2-Dibromethen reagiert mit Brom weiter zu 1,1,2,2-Tetrabromethan (C2H2Br4), was bedeutet das bei der Herstellung von 1,2-Dibromethen bei hoher Bromkonzentration immer 1,1,2,2-Tetrabromethan als Nebenprodukt entsteht.
{\displaystyle \mathrm {C_{2}H_{2}Br_{2}+Br_{2}\longrightarrow C_{2}H_{2}Br_{4}} }

## Verwendung
1,2-Dibromethen wird als Zwischenprodukt bei der Synthese von chemischen Verbindungen (z. B. Endiinen) verwendet.